# Pfarrkirche St. Michael (Innichen)

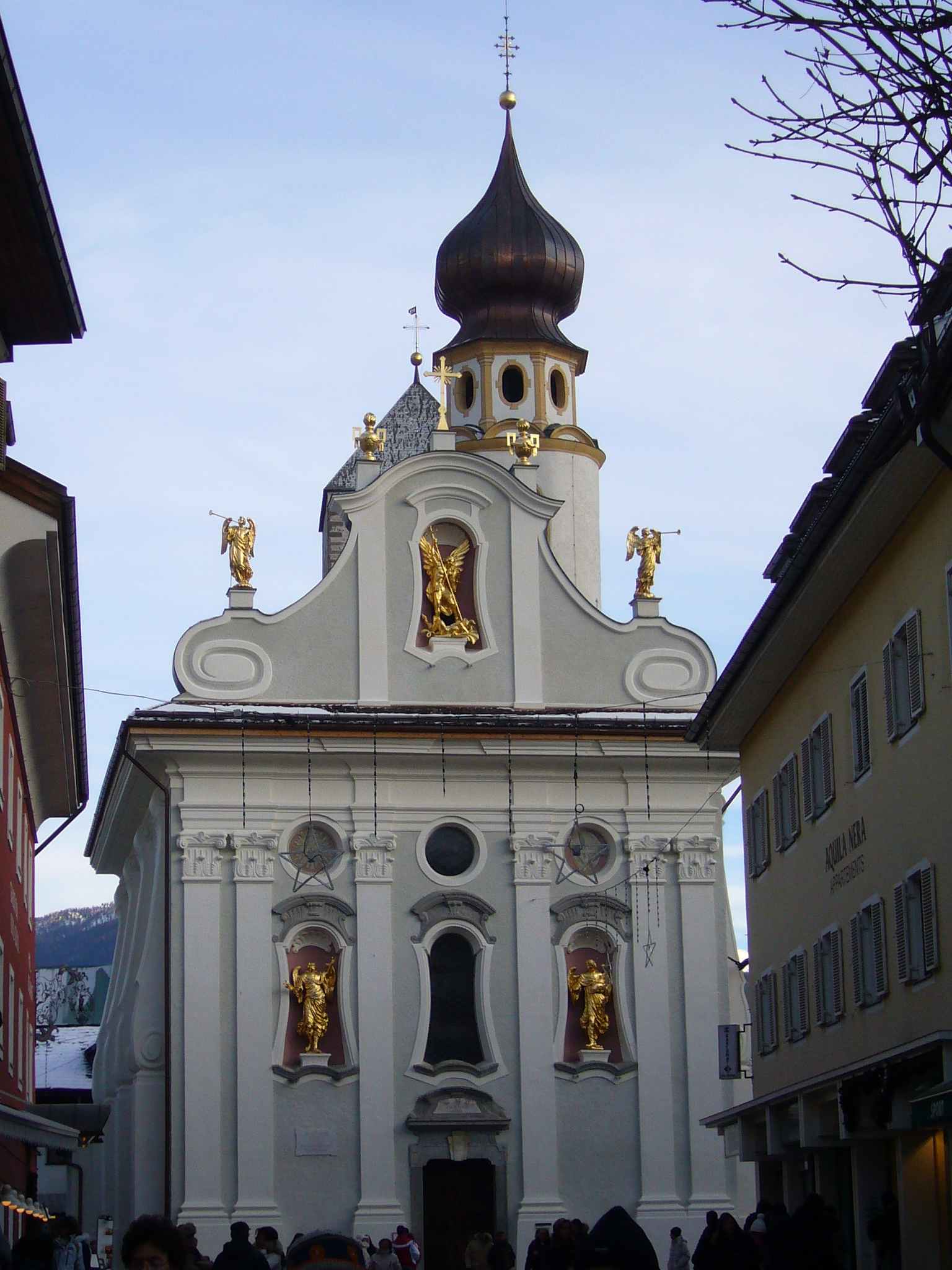
Blick auf die Pfarrkirche zum Heiligen Michael in Innichen

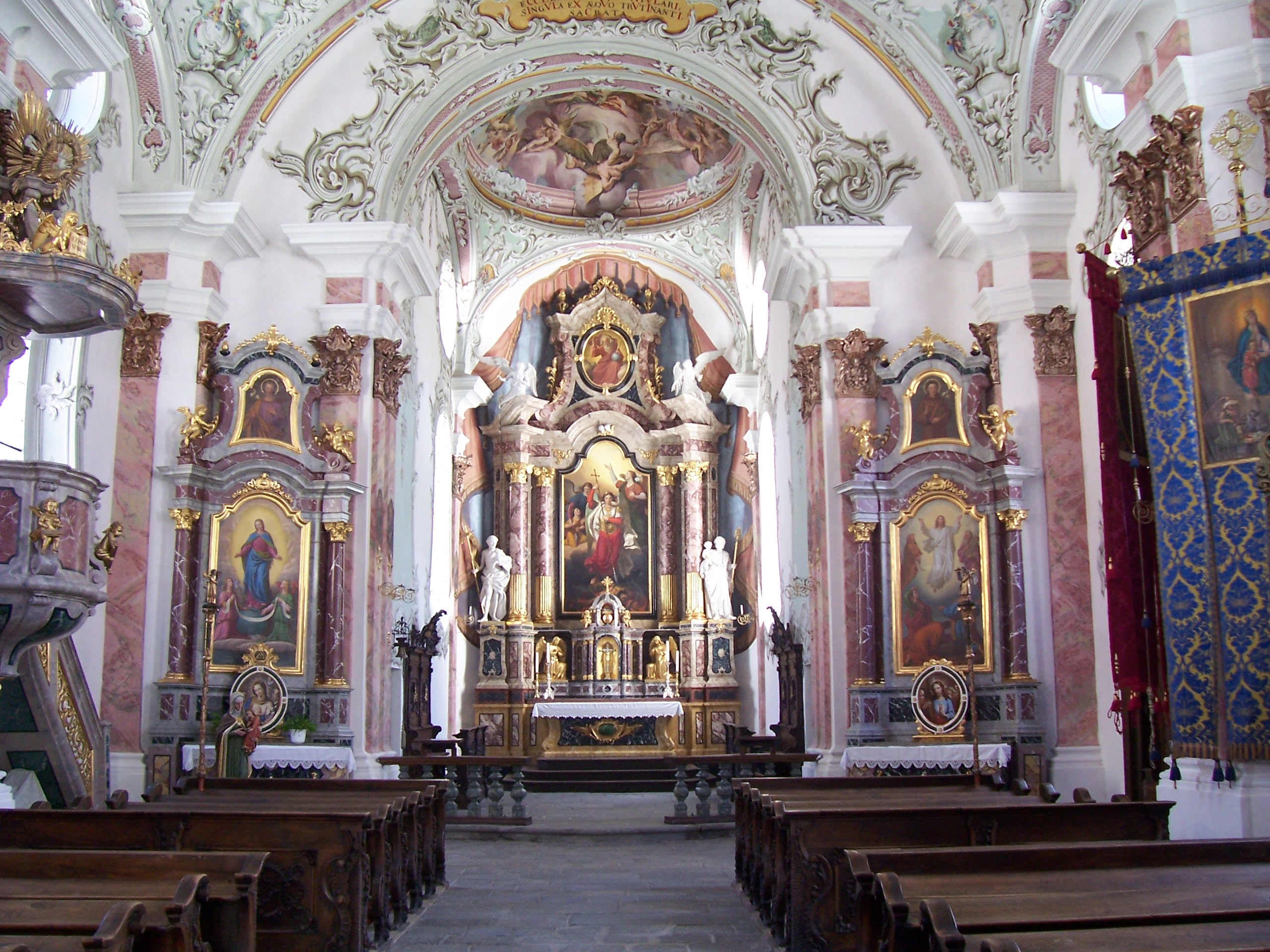
Innenansicht der Pfarrkirche

Die Pfarrkirche zum Heiligen Michael ist eine Kirche in Innichen, Südtirol. Sie ist eine Kirche der Pfarrei zum hl. Erzengel Michael Innichen in der Seelsorgeeinheit Oberes Pustertal im Bistum Bozen-Brixen. Die Kirche ist ein Südtiroler Baudenkmal.

## Geschichte
Die Kirche wurde im 12. Jahrhundert erbaut, dabei wurden Mauern eines älteren Gebäudes mitverwendet. Nach einem Feuer 1735 wurde die Kirche restauriert und verschönert, dabei wurde der runde Kirchturm um ein achteckiges Stockwerk erhöht und erhielt eine Zwiebelhaube. Die Kirche bekam auch eine neue Fassade und ein neues Dach und schließlich wurde 1740 der erste kleine Barockisierungsversuch gestartet. Im Jahre 1753 wurden unter dem damaligen Pfarrer, Kanonikus Dominikus Schraffl, diverse Barockisierungen durchgeführt, dabei fand eine radikale Umgestaltung der Kirche statt. Aufgrund des Ausbruchs großer Fensterpaare musste die Tragkraft der Mauern mit vier Wandpilastern im Inneren der Kirche verstärkt werden und im Jahre 1760 war die Barockisierung abgeschlossen.

## Kunst
Im Innenraum der Kirche findet man Flachkuppeln mit Fresken von Christoph Anton Mayr. Auf dem Gewölbefresko über dem Altar sind St. Michael und die gefallenen Engel in der Hölle zu sehen und auf den drei Gewölbefresken des Kirchenschiffes ist St. Michael als Besieger der bösen Mächte, als Schutzherr der Kirche und als Patron der Sterbenden dargestellt. Des Weiteren existieren Ziermalereien desselben Künstlers an den Wänden der Kirche. Das Spitzbogenportal an der Südseite besteht aus älteren Bauteilen der Romanik und Gotik und wurde im dritten Viertel des 18. Jahrhunderts gestaltet.

## Glocken und Orgel
- Im Kirchturm hängen drei Glocken mit der Stimmung g′ – a′ – h′, die 1922 von der Gießerei Luigi Colbacchini in Trient gegossen wurden und noch von Hand geläutet werden.[1]
- Die heutige Orgel baute Johann Pirchner 1997 in die Michaelskirche ein. Sie hat einen Umfang von 7 Registern auf einem Manual und Pedal.[2]

Disposition:
| Manual CDEFGA-c³ |        |
| Prinzipal        | 8′     |
| Oktave           | 4′     |
| Flöte            | 4′     |
| Superoctav       | 2'     |
| Quinte           | 1 1/3' |
| Mixtur           | 1'     |

| Pedal C-a° |
| angehängt  |
- Koppeln: fest gekoppelt

## Nachweise
1. ↑  youtube.com:  Innichen (I-BZ) - Die Glocken der Pfarrkirche zum hl. Erzengel Michael
2. ↑  organindex.de: Innichen, St. Michael

Koordinaten: 46° 43′ 58,8″ N, 12° 16′ 54″ O